# 羽毛田丈史
羽毛田 丈史 （はけた たけふみ、1960年5月23日 - ）は、日本の作曲家、編曲家、音楽プロデューサー、ピアニスト。関西学院大学法学部卒。

## 概要
長野県北佐久郡軽井沢町生まれ。血液型はO型。父親は石油会社に勤務するサラリーマンで転勤が多く、幼少期は香川県高松市、広島県広島市、兵庫県神戸市で育ち、中学から大学卒業までは兵庫県西宮市で育った。大学生当時より、地元のジャズ・ライブハウス等で音楽活動を開始。1981年にファンクバンド『AFRIKA』の二代目キーボーディストとしてプロデビュー。1993年よりゴンチチのレコーディングに参加、作曲・編曲を担当している。
その後は劇伴を多く手がける一方、松下奈緒、中孝介、元ちとせ、鬼束ちひろ、柴田淳、制服向上委員会、太田裕美、原田知世、遊佐未森、飯塚雅弓、華原朋美、中島美嘉、橋本昌彦、タイナカサチなどの作曲・編曲やプロデュースも行っている。鬼束ちひろの｢月光｣のイントロからのピアノの音色は羽毛田によるものである。
また、ニューエイジ・ミュージックのコンピレーション・アルバム『image』シリーズには初回から参加。毎年同CDをリリースした際に行われるコンサートツアー「Live image」ではバンドマスターを務めている。

## 主な作品

### アニメ
- 1996年 - ミュータント・タートルズ
- 1996年 - お嬢様捜査網
- 2003年 - 魔法遣いに大切なこと（テレビ朝日）
- 2003年 - 無人惑星サヴァイヴ（NHK教育）
- 2007年 - ミヨリの森（フジテレビ）
- 2008年 - ヴァンパイア騎士（テレビ東京）
- 2008年 - 魔法遣いに大切なこと 〜夏のソラ〜（テレビ朝日）
- 2008年 - 西洋骨董洋菓子店 〜アンティーク〜（フジテレビ）
- 2009年 - 青い花（フジテレビ）
- 2009年 - ジャングル大帝 -勇気が未来をかえる-（フジテレビ）
- 2011年 - おぢいさんのランプ
- 2012年 - もやしもん リターンズ（フジテレビ）

### ドキュメンタリー
- 1998年 - 地球に乾杯（NHK）
- 1999年 - 地球環境白書（NHK）
- 2000年 - NHKスペシャル『地下大水脈』（NHK）
- 2003年 - NHKスペシャル『文明の道』（NHK）
- 2003年 - 五木寛之の百寺巡礼（テレビ朝日）
- 2004年 - NHKスペシャル『チベット天空の湖』（NHK）
- 2004年 - 衛星ハイビジョン特集『天上の湖 標高5000メートルチベット“プマユムツォ”』
- 2004年 - NHKハイビジョンスペシャル『映像詩 里山 命めぐる水の流れ』（NHK）
- 2004年 - TOYOTAスペシャル『運命の女 モリゾからの手紙～印象派・女性画家ベルト・モリゾを訪ねて～』
- 2006年 - NHKスペシャル『気候大異変』（NHK）
- 2007年 - NHKスペシャル『失われた文明 インカ・マヤ・アステカ』（NHK）[2]
- 2008年 - NHKスペシャル『病の起源』（NHK）
- 2010年 - NHKスペシャル『アフリカンドリーム』（NHK）
- 2012年 - NHKスペシャル『宇宙の渚』（NHK）
- 2014年 - NHKスペシャル『人体 ミクロの大冒険』（NHK）
- 2016年 - NHKスペシャル『完全解剖 ティラノサウルス〜最強恐竜 進化の謎〜』（NHK）[3]

### ドラマ
- 1995年 - For You（フジテレビ）
- 1997年 - 音の犯罪捜査官・響奈津子（フジテレビ）
- 1997年 - D×D（日本テレビ）
- 1998年 - LOVE&PEACE（フジテレビ）
- 2000年 - 池袋ウエストゲートパーク（TBS）※會田茂一・KREVAと共同
- 2000年 - 編集王（フジテレビ）
- 2001年 - 学校の怪談 春の物の怪スペシャル（フジテレビ）
- 2001年 - 氷点2001（テレビ朝日）
- 2003年 - 高原へいらっしゃい（TBS）
- 2005年 - 瑠璃の島（日本テレビ）
- 2006年 - PS -羅生門-（テレビ朝日）
- 2007年 - ジャッジ 〜島の裁判官奮闘記〜（NHK）
- 2008年 - ROOKIES（TBS）※髙見優と共同
- 2008年 - 霧の火 樺太・真岡郵便局に散った九人の乙女たち（日本テレビ）
- 2008年 - ジャッジII 島の裁判官奮闘記（NHK）
- 2008年 - オー!マイ・ガール!!（日本テレビ）
- 2009年 - 春さらば〜おばあちゃん 天国に財布はいらないよ〜（テレビ東京）
- 2010年 - 獣医ドリトル（TBS）
- 2011年 - この世界の片隅に（日本テレビ）
- 2012年 - 最高の人生の終り方〜エンディングプランナー〜（TBS）
- 2012年 - あっこと僕らが生きた夏（NHK）
- 2012年 - サマーレスキュー〜天空の診療所〜（TBS）
- 2013年 - とんび（TBS）
- 2014年 - 明日、ママがいない（日本テレビ）
- 2014年 - その日のまえに（NHK）
- 2014年 - ごめんね青春!（TBS）※真島昌利と共同
- 2015年 - 天皇の料理番（TBS）※やまだ豊と共同
- 2016年 - ぼくのいのち（日本テレビ）
- 2020年 - 病院の治しかた〜ドクター有原の挑戦〜（テレビ東京）
- 2022年 - NHK特集ドラマ 混声の森（NHK）

### ゲーム
- 2002年 - かまいたちの夜2 監獄島のわらべ唄（チュンソフト）
- 2006年 - かまいたちの夜×3 三日月島事件の真相（セガ）

### 映画
- 1991年 - IKENAI! いんびテーション
- 1992年 - 工業哀歌バレーボーイズ
- 1992年 - Bバージン
- 2001年 - 回路
- 2002年 - 群青の夜の羽毛布
- 2008年 - 魔法遣いに大切なこと
- 2009年 - ROOKIES -卒業- ※髙見優と共同
- 2010年 - ハナミズキ
- 2013年 - 銀の匙 Silver Spoon(映画)
- 2016年 - 植物図鑑 運命の恋、ひろいました
- 2017年 - ひるなかの流星
- 2018年 - パーフェクトワールド 君といる奇跡
- 2023年 - 水は海に向かって流れる

### ビデオ
- 1992年 - 真・仮面ライダー 序章 ※編曲者の一人として参加、作曲は宇崎竜童。

### オリジナル
- 2003年 - PRESENTS
- 2006年 - PRESENTS II
- 2009年 - PRESENTS III
- 2013年 - PRESENTS IV
- 2015年 - HAKETA TAKEFUMI
- 2017年 - PRESENTS V
- 2020年 - PIANO 60's

### 人物
- 鬼束ちひろ
- 橋本昌彦
- 遊佐未森
- 柴田淳
- 干場かなえ
- 太田裕美
- 制服向上委員会
- 原田知世

### 作品
- so loving - 飯塚雅弓の3rdアルバム
- NAKED - 華原朋美の10周年記念アルバム
- ユライ花 - 中孝介のファーストアルバム